# Cican Stanković
Cican Stanković (Bijeljina, 4 november 1992) is een Oostenrijks-Bosnisch voetballer die bij voorkeur als doelman speelt. Hij stroomde in 2009 door in het eerste elftal van SV Horn. Sedert juli 2015 ligt hij onder contract bij Red Bull Salzburg.

## Clubcarrière
Stanković begon te voetballen bij SV Pressbaum. Na omzwervingen bij FC Tulln, SV Königstetten en SC Muckendorf kwam hij in 2007 bij de jeugd van SV Horn terecht om in 2009 de stap naar het eerste elftal te zetten. In het seizoen 2011/12 werd hij kampioen met SV Horn in de Regionalliga Ost en promoveerde zo naar de tweede afdeling. In de zomer van 2013 maakte hij de overstap naar de Bundesliga en tekende een contract bij SV Grödig. 
In augustus 2014 tekende Stanković een contract bij Red Bull Salzburg dat in voege ging op 1 juli 2015. Hij speelde het seizoen 2014/15 nog uit bij Grödig. Tijdens de voorbereiding op het seizoen 2018/19 maakte de clubleiding bekend dat Stanković als nummer 1 aan het nieuwe seizoen begint.

## International
Stanković maakte deel uit van de Oostenrijk -21. Hij kwam driemaal in actie.
In mei 2018 werd hij door bondscoach Franco Foda als derde doelman bij de nationale ploeg genomen, dit naar aanleiding van de oefenwedstrijden tegen Duitsland, Rusland en Brazilië. Op 6 september 2019 maakte hij zijn debuut in de EK-kwalificatiewedstrijd tegen Letland.

## Clubstatistieken
| Seizoen     | Club              | Competitie       | Competitie | Competitie | Beker | Beker | Internationaal | Internationaal | Totaal | Totaal |
| Seizoen     | Club              | Competitie       | Wed.       | Dlp.       | Wed.  | Dlp.  | Wed.           | Dlp.           | Wed.   | Dlp.   |
| ----------- | ----------------- | ---------------- | ---------- | ---------- | ----- | ----- | -------------- | -------------- | ------ | ------ |
| 2009/10     | SV Horn           | Regionalliga Ost | 2          | 0          | 0     | 0     | —              | —              | 2      | 0      |
| 2010/2011   | SV Horn           | Regionalliga Ost | 3          | 0          | 0     | 0     | —              | —              | 3      | 0      |
| 2011/12     | SV Horn           | Regionalliga Ost | 28         | 0          | 0     | 0     | —              | —              | 28     | 0      |
| 2012/13     | SV Horn           | 2. Liga          | 34         | 1          | 1     | 0     | —              | —              | 35     | 1      |
| 2013/14     | SV Grödig         | Bundesliga       | 17         | 0          | 0     | 0     | —              | —              | 17     | 0      |
| 2014/15     | SV Grödig         | Bundesliga       | 35         | 0          | 5     | 0     | 4              | 0              | 44     | 0      |
| 2015/16     | Red Bull Salzburg | Bundesliga       | 5          | 0          | 2     | 0     | 2              | 0              | 9      | 0      |
| 2016/17     | Red Bull Salzburg | Bundesliga       | 2          | 0          | 6     | 0     | 1              | 0              | 9      | 0      |
| 2017/18     | Red Bull Salzburg | Bundesliga       | 9          | 0          | 6     | 0     | 3              | 0              | 18     | 0      |
| 2018/19     | Red Bull Salzburg | Bundesliga       | 28         | 0          | 1     | 0     | 4              | 0              | 33     | 0      |
| 2019/20     | Red Bull Salzburg | Bundesliga       | 9          | 0          | 2     | 0     | 1              | 0              | 12     | 0      |
| Club totaal | Club totaal       | Club totaal      | 172        | 1          | 23    | 0     | 15             | 0              | 210    | 1      |

Bijgewerkt op 30 september 2019.

## Erelijst
| Competitie           |         |                                                       |         |         |
| Competitie           | Aantal  | Jaren                                                 |         |         |
| SV Horn              | SV Horn | SV Horn                                               | SV Horn | SV Horn |
| -------------------- | ------- | ----------------------------------------------------- | ------- | ------- |
| Regionalliga Ost     | 1x      | 2011/2012                                             |         |         |
| Red Bull Salzburg    |         |                                                       |         |         |
| Bundesliga           | 6x      | 2015/16, 2016/18, 2017/18,2018/19, 2019/20,2020/21,   |         |         |
| Beker van Oostenrijk | 5x      | 2015/2016, 2016/2017, 2018/2019, 2019/2020, 2020/2021 |         |         |

1 Blaswich  ·
3 Terzić ·
4 Blank ·
5 Okoh ·
6 S. Baidoo ·
7 Capaldo ·
8 Bajcetic ·
10 Clark ·
11 Fernando ·
14 Kjærgaard ·
15 Diambou ·
16 Kawamura ·
18 Bidstrup ·
19 Konaté ·
20 E. Baidoo ·
21 Ratkov ·
23 Gadou ·
24 Schlager ·
27 Gourna-Douath ·
28 Daghim ·
29 Guindo ·
30 Gloukh ·
36 Mellberg ·
39 Morgalla ·
45 Nene ·
49 Yeo ·
55 Wallner ·
70 Dedić ·
81 Diakité ·
91 Piątkowski ·
Coach: Letsch